# Окунев, Николай Львович
Николай Львович Окунев (22 апреля (5 мая) 1885, Варшава — 22 марта 1949, Прага) — русский искусствовед, историк искусства и архитектуры.

## Биография
Происходил из семьи военного дипломата, действительного статского советника, потомственного дворянина Псковской губернии Л. И. Окунева.
В 1895—1905 годах учился в Седлецкой гимназии. Поступил на историко-филологический факультет Санкт-Петербургского университета, где слушал лекции Д. В. Айналова, Н. П. Кондакова, Н. Я. Марра. Летом 1909 года был направлен для изучения памятников древности в Новгородскую и Псковскую губернии, посетил Старую Ладогу, Порхов, Изборск. Летом 1910 года вновь командирован Отделением русской и славянской археологии Русского археологического общества в Новгород для изучения и исследования стенописей церквей Нередицкой, Волотовской и Федора Стратилата. Летом 1911 года, по приглашению Н. Я. Марра, работал на армянском городище Ани.
В 1911 году окончил университет и с 1 сентября был оставлен при университете для приготовления к профессорской деятельности по кафедре теории и истории искусств на два года. Работал над исследованием лицевой рукописи Иоанна Кантакузина, хранившейся в Парижской национальной библиотеке. Однако магистерскую диссертацию так и не закончил.
Весной 1913 года читал лекции по истории в Императорском Воспитательном обществе благородных девиц, Александровском институте (для мещанских девиц) и в Демидовской женской гимназии; 12 июня 1913 года был назначен научным секретарём Русского археологического института в Константинополе; 23 октября 1913 года избран действительным членом Русского археологического общества. Также он был действительным членом Болгарского археологического института в Софии. Осенью 1914 года был отозван из Османской империи для научных занятий в Петербургской академии наук.
В 1917 году — приват-доцент кафедры теории и истории искусств историко-филологического факультета Петроградского университета. Революционные события 1917 года заставили его вместе с семьей перебраться в Одессу, куда он приехал в октябре 1917 года. Был принят профессором теории и истории искусства в Новороссийский университет. Преподавал также в Народном университете, Высшем художественном училище, Консерватории; был директором женской гимназии. Создал в Одессе общество по изучению искусств.
Был участником Белого движения: с осени 1919 года был главным комиссаром по делам искусств в правительстве генерала А. И. Деникина в Ростове-на-Дону. Поэтому, в 1920 году был вынужден эмигрировать в Королевство сербов, хорватов и словенцев. В качестве экстраординарного профессора философского факультета Белградского университета преподавал археологию и историю искусства, читал курс лекций «Древнее христианское искусство Восточной Европы». В 1922 году участвовал в экспедиции под руководством С. Смирнова по подбору материалов для украшения королевского мавзолея Карагеоргиевичей (Опленац), в рамках которой были зафиксированы и описаны храмы и фрески Македонии.
В марте 1923 года, по приглашению МИД Чехословацкой Республики, приехал в Прагу. В 1924 году сюда приехала его семья, в разлуке с которой он был несколько лет. В Прагу удалось также организовать перевозку его библиотеки и архивных записей, оставленных в Константинополе и Одессе. С 1923 года он читал лекции для русских эмигрантов; в 1924–1925 годах преподавал в Русском народном университете. С 1925 года, в течение 10 лет, он был «гостевым профессором» кафедры истории искусства философского факультета Карлова университета; в 1935 году стал профессором кафедры истории искусства. В 1936 году получил гражданство Чехословакии, и в том же году стал действительным членом Славянского института в Праге, членом которого был с 1929 года. Был основателем Архива и галереи славянского искусства при Славянском институте; состоял в редакционном совете Византиноведческой комиссии, был редактором журнала «Byzantinoslavica».
Во время войны работал в Славянской библиотеке, в которой хранилась и его коллекция книг, вывезенная из России через Константинополь.
С 20 июля 1948 года — ординарный профессор, заведующий отделением византийского и восточнославянского искусства кафедры истории искусства на философском факультете Карлова университета.
Всего им было прочитано 25 курсов по истории византийского, древнерусского, сербского, русского, болгарского искусства, а также искусства мусульманских народов.
Являлся членом многих научных обществ и институтов; почётный член общества «Икона» в Париже.
Скончался 22 марта 1949 года в Праге.

## Семья
Был женат (с 1912) на Вере Петровне Патрик; 23 января 1913 года у них родилась дочь Ирина, 1 апреля 1915 года — дочь Вера, 18 марта 1919 года — сын Михаил.

## Рекомендуемая литература
- Янчаркова Ю. Историк искусства Николай Львович Окунев (1885—1949)